# 絵本小夜時雨

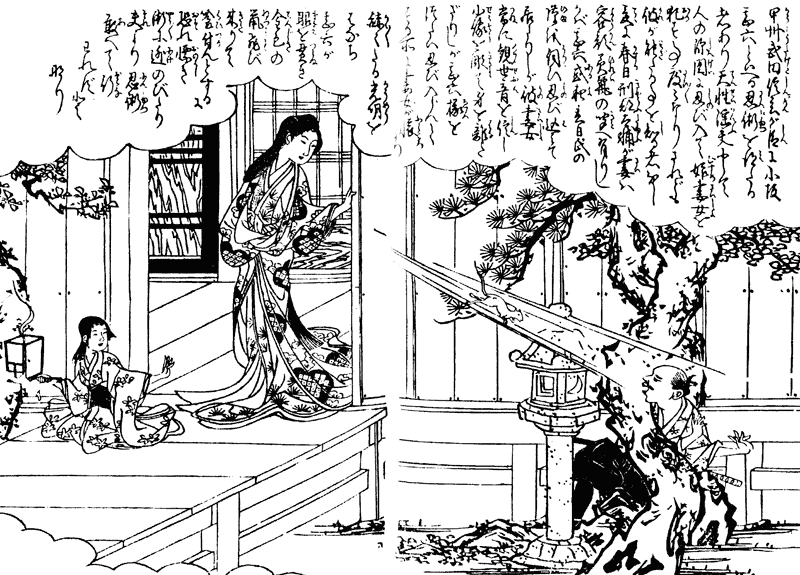
『絵本小夜時雨』巻三より「春日氏の妻」　忍術の得意な武田信玄の家臣・小坂甚六（こさか じんろく）が春日刑部大輔の妻から激しい光と金色の鼠をあびせかけられて術を封じられる様子が描かれている。この光と鼠は彼女が常日頃持ち歩いていた観音像の加護であった。

絵本小夜時雨（えほんさよしぐれ）は、江戸時代に出版された絵本読本（えほんよみほん）。作・画ともに作者は速水春暁斎。1801年（享和元年）に刊行された。全5巻。
『太平記』、『平家物語』、『武将感状記』といった軍記物語や武士の行状記、『今昔物語集』、『翁草』などの説話集に取材した話を収録しており、それぞれの話に絵をつけている。神仏の霊験、武士による妖怪退治、亡霊との遭遇、不思議な仙人や幻術使いや忍者、各地の奇談などが主な題材として採られている。ただし昔の説話集だけでなく、1798年（寛政10年）に発生した方広寺大仏（京の大仏）の落雷による焼失にまつわる話である「樹木仏像に見ゆ」のように、同時代の話もある。
『今昔物語集』から採られている話の多くは、時代設定を移して（室町時代など）いる点に特徴がある。『今昔物語集』巻27「東人宿川原院被取妻語」が題材であると見られる「山室氏鬼の為に妾を拘」（巻二）は、説話の主人公が赤松則祐の家臣・山室鬼八郎と設定されているなどの改編・翻案がみられる。 

## 翻刻など
江馬務『日本妖怪変化史』（および改題本『おばけの歴史』）や粕三平『お化け図絵』では、本書から数点の挿画が引かれ、紹介されている。
2002年、近藤瑞木『百鬼繚乱 江戸怪談・妖怪絵本集成』に全文の翻刻が収録された。
漫画家・水木しげるの著書では1980年前後から参考文献として『絵本小夜時雨』の名があげられており、「浪速東堀に異魚を釣る」「山室氏鬼の為に妾を拘」（巻二）や「樹木仏像に見ゆ」（巻三）、「泉縄手の陰火」（巻四）など本書から多くの話を直接紹介している。